# Бурков, Алексей Фёдорович
Алексей Фёдорович Бурков — советский и российский ученый-электротехник, профессор Дальневосточного федерального университета, профессор Морского государственного университета имени адмирала Г. И. Невельского, г. Владивосток. Доктор технических наук.

## Биография
Родился в 1957 г. в c. Большая Речка Кабанского района Бурятской АССР.
Окончил 10 классов Кабанской средней школы (1974) и городское профессионально-техническое училище № 34 г. Ангарска Иркутской области (1975, с отличием).
С 1975 по 1978 г. проходил срочную службу на кораблях морских частей пограничных войск.
В 1983 г. окончил с отличием Электромеханический факультет (ЭМФ) Дальневосточного высшего инженерного морского училища (ДВВИМУ) имени адмирала Г. И. Невельского по специальности «Эксплуатация судового электрооборудования».
Научно-педагогическая деятельность:
- 1983—1984 ассистент кафедры электрооборудования судов ЭМФ ДВВИМУ;
- 1984 стажёр-исследователь в Московском энергетическом институте;
- 1984—2006 ассистент (1984—1989), старший преподаватель (1989—1995), доцент (1995—2006) ЭМФ ДВВИМУ
- с 2013 г. профессор кафедры судовой энергетики и автоматики Инженерной школы Дальневосточного федерального университета (ДВФУ).

По совместительству в 2006—2013 профессор кафедры электрооборудования и автоматики судов Дальневосточного государственного технического рыбохозяйственного университета (ДВГТРУ).
Научная карьера:
- 1991 защитил диссертацию на соискание ученой степени кандидата технических наук в Государственной морской академии (ГМА) имени адмирала С. О. Макарова г. Ленинграда.
- 1998 присвоено учёное звание доцента по кафедре электрооборудования судов.
- 2006 присвоено учёное звание профессор Морского государственного университета.
- 2014 защитил диссертацию на соискание учёной степени доктора технических наук в Государственном университете морского и речного флота (ГУМРФ) им. адм. С. О. Макарова, г. Санкт-Петербург.
- 2022 присвоено учёное звание профессор по научной специальности Электротехнические комплексы и системы.

Область научных интересов:
- повышение надежности судового электрооборудования, увеличение сроков технической эксплуатации электроприводов судов отечественной и зарубежной постройки,
- история науки и техники: эволюция судовой электротехники.

Определил законы распределения отказов и рассчитал надёжность судовых электроприводов с релейно-контакторными схемами управления.
Автор исследований по развитию отечественных судовых электроприводов.

## Награды
- Бронзовая медаль ВДНХ — Главный комитет ВДНХ СССР, 1984 г.
- Почётная грамота — Департамент морского транспорта, 1994 г.
- Грамота — Администрация Приморского края, 1999 г.
- Почётные грамоты — МГУ им. адм. Г. И. Невельского, 2004, 2005, 2007 гг.
- В память 200-летия Управления водяными и сухопутными сообщениями: юбилейный нагрудный знак — Министерство транспорта Российской Федерации, 2009 г.
- Грамота — Издательский дом «Университетская книга», 2009 г.
- Благодарность — городская Дума Владивостока, 2011 г.
- Благодарственное письмо — Федеральное агентство морского и речного транспорта, 2012 г.

## Семья
Женат, дети — два сына.